# 波因特鎮區 (阿肯色州伍德拉夫縣)
波因特鎮區（英語：Point Township）是位於美國阿肯色州伍德拉夫縣的一個行政鎮區。

## 地方資料
波因特鎮區的面積為118.98平方千米，當中陸地面積為116.46平方千米，而水域面積為2.52平方千米。根據2010年美國人口普查的數據，當地共有人口64人，而人口密度為每平方千米0.54人。